# Swiss Athletics
Swiss Athletics (Eigenschreibweise swiss athletics) ist der Dachverband aller Leichtathletik-Vereine der Schweiz. Sein Sitz befindet sich im Haus des Sports in Ittigen bei Bern.
Der Name Swiss Athletics gilt seit dem 1. November 2006 «im Sinne einer Vereinheitlichung der verschiedenen bekannten Bezeichnungen». Die Bezeichnungen Schweizerischer Leichtathletik-Verband, Féderation Suisse d’Athlétisme (in der Romandie) und Federazione Svizzera d’Atletica Leggera (in der italienischsprachigen Schweiz) werden weiterhin auch verwendet, nicht mehr aber die entsprechenden Abkürzungen SLV und FSA.
Der SLV ging 1971 aus dem Zusammenschluss der zwei Verbände Schweizerischer Amateur-Leichtathletik-Verband und Eidgenössischer Leichtathletikverband hervor und feierte im November 2021 im Rahmen einer Jubiläums-Night in Interlaken sein 50-Jahr-Jubiläum. Swiss Athletics besteht aus ca. 560 Vereinen (organisiert in 19 Kantonalverbänden) und hat ca. 34'000 Mitglieder. In der Saison 2010 überbot Swiss Athletics erstmals seit 1995 die Gesamtzahl von 10'000 lizenzierten Athletinnen und Athleten (darunter etwas mehr als 5000 Kinder bis zur Kategorie U14). 2016 und 2017 waren es bereits mehr als 12'000, was den Aufschwung der Schweizer Leichtathletik verdeutlicht. Nach einem coronabedingten Rückgang stellte Swiss Athletics 2022 wieder 11'177 Lizenzen aus. 
Geschäftsführer von Swiss Athletics ist seit Januar 2023 Markus Lehmann. Der Geschäftsleitung gehören im Weiteren Thomas Suter (Leiter Verbandsmanagement, Wettkämpfe), Philipp Bandi (Chef Leistungssport), Karin Schnüriger (Leiterin Ausbildung und Nachwuchschefin), Roland Hirsbrunner (Leiter Marketing/Kommunikation) und Marlis Luginbühl (Leiterin Running) an.
Präsident von Swiss Athletics ist seit April 2015 Christoph Seiler. Er wurde an der Delegiertenversammlung im März 2015 in Basel zum Nachfolger von Hansruedi Müller gewählt, dessen Amtszeit endete.
In der Schweizer Leichtathletik gibt es drei grosse Nachwuchsprojekte, mit denen Kindern die Freude an der Leichtathletik vermittelt wird. Es sind dies der UBS Kids Cup (Winterversion UBS Kids Cup Team), der Mille Gruyère und der Visana Sprint.
Auch der in der Runningszene sehr beliebte LaufGuide mit einer ausführlichen Terminübersicht des entsprechenden Jahres wird von Swiss Athletics publiziert. Seit 2018 erscheint dieser ausschliesslich digital.